# UN-Klimakonferenz auf Bali 2007
Die Klimakonferenz auf Bali war die 13. Vertragsstaatenkonferenz der Klimarahmenkonvention und die dritte Vertragsstaatenkonferenz des Kyoto-Protokolls. Sie fand vom 3. bis 15. Dezember 2007 in der Ortschaft Nusa Dua auf der indonesischen Insel Bali statt und dauerte damit einen Tag länger als ursprünglich geplant. Die Konferenz sollte einen Verhandlungszeitplan und -inhalte für die nächsten Jahre festlegen, damit nach dem Auslaufen des Kyoto-Protokolls 2012 ein neues Klimaschutzprogramm nahtlos in Kraft treten kann.
Indonesien war Gastgeber der UN-Klimakonferenz. Der indonesische Umweltminister Rachmat Witoelar leitete die Verhandlungen der Konferenz mit circa 10.000 Umweltpolitikern und -experten aus 192 Ländern.

## Zielsetzungen der Konferenz
Generelles Ziel der Verhandlungen stellte ein Nachfolgeabkommen des Kyoto-Protokolls dar. Daran beteiligen sollten sich neben den Industriestaaten auch die damaligen Schwellenländer, von denen erwartet wurde, dass sie in absehbarer Zeit zu großen Emittenten heranwachsen würden. Das Nachfolgeprotokoll sollte bis Ende 2009 beschlossen werden, um genug Zeit für die Ratifizierung in den einzelnen Mitgliedsländern zu lassen. Es sollte zum 1. Januar 2013 in Kraft treten können.
Der Konferenz vorangegangen war eine Sonderkonferenz der UN im September 2007, bei der siebzig Staats- und Regierungschefs unterstrichen, auf Bali eine Lösung finden zu wollen. Die 2006 in Nairobi, Kenia, abgehaltene Weltklimakonferenz war noch ohne Ergebnis verlaufen.

### Standpunkte ausgewählter Teilnehmerländer vor dem Gipfel

#### Europa
Die Europäische Union wollte erreichen, dass die Industrieländer bis 2020 30 Prozent weniger an Emissionen ausstoßen als noch 1990. Dieses Ziel hatte sich die EU zuvor selbst gesteckt. Die Emissionen der EU-Länder hatten sich jedoch zuvor unterschiedlich entwickelt, teilweise hatten sich ihre Ausstöße deutlich erhöht.
Die europäischen Staaten forderten langfristig eine Halbierung des weltweiten CO2-Ausstoßes bis zum Jahr 2050 zur Eindämmung der globalen Erwärmung.

#### USA
Die Vereinigten Staaten hatten als einziger Industriestaat das Kyoto-Protokoll nicht ratifiziert. Gleichzeitig war die Nation der größte Emittent von CO2 weltweit. In Bali saß für die Vereinigten Staaten der Unterhändler Harlan Watson am Verhandlungstisch, dieser warb für Verständnis, die Entscheidung der Amerikaner – nicht dem Kyoto-Protokoll beizutreten – zu respektieren. Gleichzeitig wollten die USA bei den Verhandlungen keine Hürde sein und sich für einen erfolgreichen Abschluss der Verhandlungen engagieren und sich daran beteiligen. Watson gab bekannt, dass die USA sich an einem Nachfolgeabkommen des Kyoto-Protokolls beteiligen wollten.
Die USA wollte bei der Konferenz vermeiden, dass quantitative Emissionsreduktionsziele festgelegt werden; stattdessen sollte „effektiver Klimaschutz“ nicht alleine umweltfreundlich, sondern auch „wirtschaftlich nachhaltig“ sein.

#### China, Indien und Schwellenländer
Die schnell wachsenden Länder China und Indien wollten keine Beschränkung des Schadstoffausstoßes für Schwellenländer. Sie argumentierten mit der geschichtlichen Entwicklung der Industrie: Bisher sei es für alle großen Industrienationen möglich gewesen, ungehindert von Regularien CO2 auszustoßen. Daher sollten Schwellenländer das Recht bekommen, erst wirtschaftlich zu wachsen – einhergehend mit vermehrter Kohlendioxidemission – bevor sie einem Klimaregularium, welches den Ausstoß begrenzt, unterworfen würden.
Schwellenländer sahen die Ziele der Konferenz kritisch. Sie befürchteten eine Dämpfung des wirtschaftlichen Wachstums im eigenen Land und wollten die Industrieländer in einer Vorreiterrolle bei der Begrenzung des Ausstoßes der klimaschädlichen Gase sehen. Die Schwellenländer vertraten die Meinung, dass sie nur mit wirtschaftlichem Wachstum die Armut in ihren Ländern reduzieren könnten.

## Das „Bali-Communiqué“
Am Rande der Klimakonferenz hatten 150 internationale Unternehmen, darunter auch in Deutschland agierende Firmen, am 30. November 2007 eine Stellungnahme zum Gipfel verfasst. Darin forderten sie unter der Schirmherrschaft von Prinz Charles eine gesetzliche Regelung der Vorgaben an die Unternehmen durch die UN. Zudem wurde vor Kosten für die armen Länder gewarnt und gleichzeitig bilanziert, dass sich eine Investition in den Klimaschutz auf lange Sicht auszahlen werde. Entwickelt wurde das Communiqué von Wissenschaftlern der Universität Cambridge.
Das Communiqué erschien auf einer Doppelseite der Financial Times.

## Erreichte Beschlüsse
Bereits zu Beginn der Konferenz wurde eine Kehrtwende in der Klimapolitik Australiens verzeichnet: Das Land war neben den USA der einzige Industriestaat gewesen, der das Kyoto-Protokoll noch nicht unterzeichnet hatte. Die erste Amtshandlung des neugewählten Premierministers Kevin Rudd war die Ratifizierung des Protokolls – sein Unterhändler gab dies auf der Konferenz bekannt.
China verkündete, bis zum Jahr 2010 seinen Energieverbrauch und seine Emissionen um 20 Prozent gegenüber dem Stand von 2005 verringern zu wollen. Entwicklungsländer wurden nicht konkrete Verpflichtungen zu Emissionenminderungen auferlegt, wie noch zu Beginn des Gipfels von den Industriestaaten gefordert. Gleichzeitig sollte seitens der Industriestaaten mehr Hilfe für die Schwellenländer bereitgestellt werden. Dies sollte durch einen Anpassungsfonds mit einem Volumen von 300 – 500 Millionen US-Dollar pro Jahr bis 2012 bewältigt werden, der aus Abgaben des Emissionshandels gefüllt und von der Globalen Umweltfazilität im Rahmen der Weltbank verwaltet werden sollte. Kritikern war diese Summe zu gering. Gleichzeitig sollten die Schwellenländer durch einen Technologietransfer bei der Umsetzung des Klimaschutzes im Bereich der Energie und der Technik Hilfe durch Experten aus den Industriestaaten erfahren. Konkrete Maßnahmen sollten allerdings erst 2012 ergriffen werden, da die genaue Umsetzung noch nicht ausgehandelt worden war.
Der Schutz der Tropenwälder sollte im folgenden Klimaabkommen berücksichtigt werden (→ REDD+). Damaligen Schätzungen waren auf die Entwaldung und Degradation von Wäldern 20 Prozent der jährlichen Treibhausgasemissionen zurückzuführen. Schwellenländer sollten eine „Forest-Carbon-Partnership-Facility“ eingerichtet werden, die Gelder für die Erhaltung bestimmter Regenwaldgebiete bereitstellen sollte. Deutschland wollte dafür einmalig etwa 60 Millionen Dollar zahlen, andere Länder mehr als 100 Millionen. Die Mitgliedschaft in dieser „Forest-Carbon-Partnership-Facility“ sollte für Geber- und Nehmerstaaten freiwillig sein.
Nach zähen Verhandlungen endete die Klimakonferenz mit dem so genannten Fahrplan von Bali (Bali roadmap). Dabei handelte es sich um das von den Teilnehmern gewünschte Verhandlungsmandat, auf dessen Grundlage das Nachfolgeabkommen zum Kyoto-Protokoll erstellt werden sollte. Entgegen den Hoffnungen einiger Staaten, dass darin konkrete Zahlen für die Reduktion von Treibhausgasen stehen würde, kam es aufgrund des Drucks der USA lediglich zu einem Hinweis auf die Untersuchungsergebnisse des IPCC – diese besagtem, dass ein Rückgang des Ausstoßes an Treibhausgasen um mehr als 50 Prozent bis 2020 erforderlich sei, wenn die Erderwärmung auf unter 2° C begrenzt werden soll.